# Terrats
Terrats  (Terrats en catalan) est une commune française située dans l'est du département des Pyrénées-Orientales, en région Occitanie. Sur le plan historique et culturel, la commune est dans la région des Aspres, un minusule territoire roussillonnais compris entre les sillons de la Têt au nord et du Tech au sud qui tire son nom de la nature caillouteuse de ses sols.
Exposée à un climat méditerranéen, elle est drainée par la Canterrane. La commune possède un patrimoine naturel remarquable composé d'une zone naturelle d'intérêt écologique, faunistique et floristique.
Terrats est une commune urbaine qui compte 799 habitants en 2022, après avoir connu une forte hausse de la population depuis 1962. Elle fait partie de l'aire d'attraction de Perpignan. Ses habitants sont appelés les Terratois ou  Terratoises.

## Géographie

### Localisation
La commune de Terrats se trouve dans le département des Pyrénées-Orientales, en région Occitanie.
Elle se situe à 14 km à vol d'oiseau de Perpignan, préfecture du département, à 14 km de Céret, sous-préfecture, et à 3 km de Thuir, bureau centralisateur du canton des Aspres dont dépend la commune depuis 2015 pour les élections départementales.
La commune fait en outre partie du bassin de vie de Thuir.
Les communes les plus proches sont : 
Llupia (1,4 km), Sainte-Colombe-de-la-Commanderie (2,0 km), Thuir (2,8 km), Trouillas (3,0 km), Fourques (3,1 km), Ponteilla (4,0 km), Passa (4,7 km), Montauriol (5,3 km).
Sur le plan historique et culturel, Terrats fait partie de la région des Aspres. Compris entre les sillons de la Têt au nord et du Tech au sud, ce minuscule territoire roussillonnais tire son nom de la nature caillouteuse de ses sols.

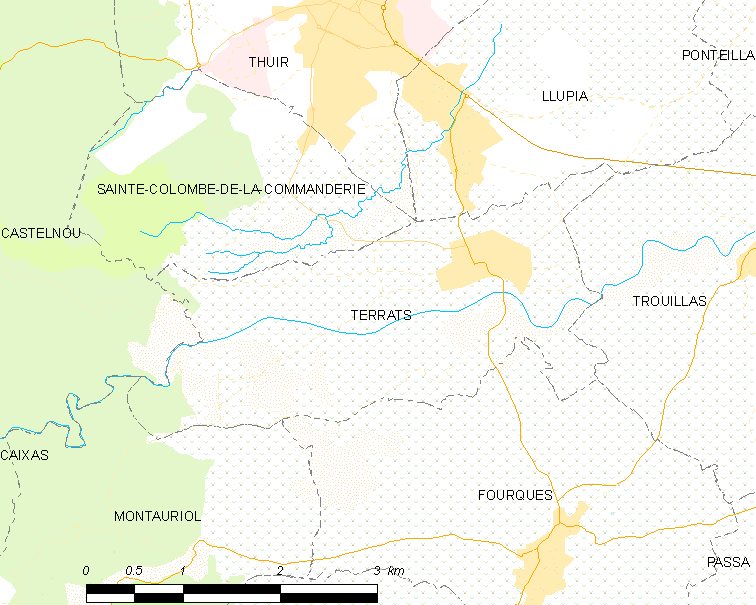
Situation de la commune.

|            | Sainte-Colombe-de-la-Commanderie | Llupia    |
| Castelnou  | Terrats                          | Trouillas |
| Montauriol | Fourques                         |           |

### Géologie et relief
Le village est situé à une altitude de 129 mètres.
La commune est classée en zone de sismicité 3, correspondant à une sismicité modérée.

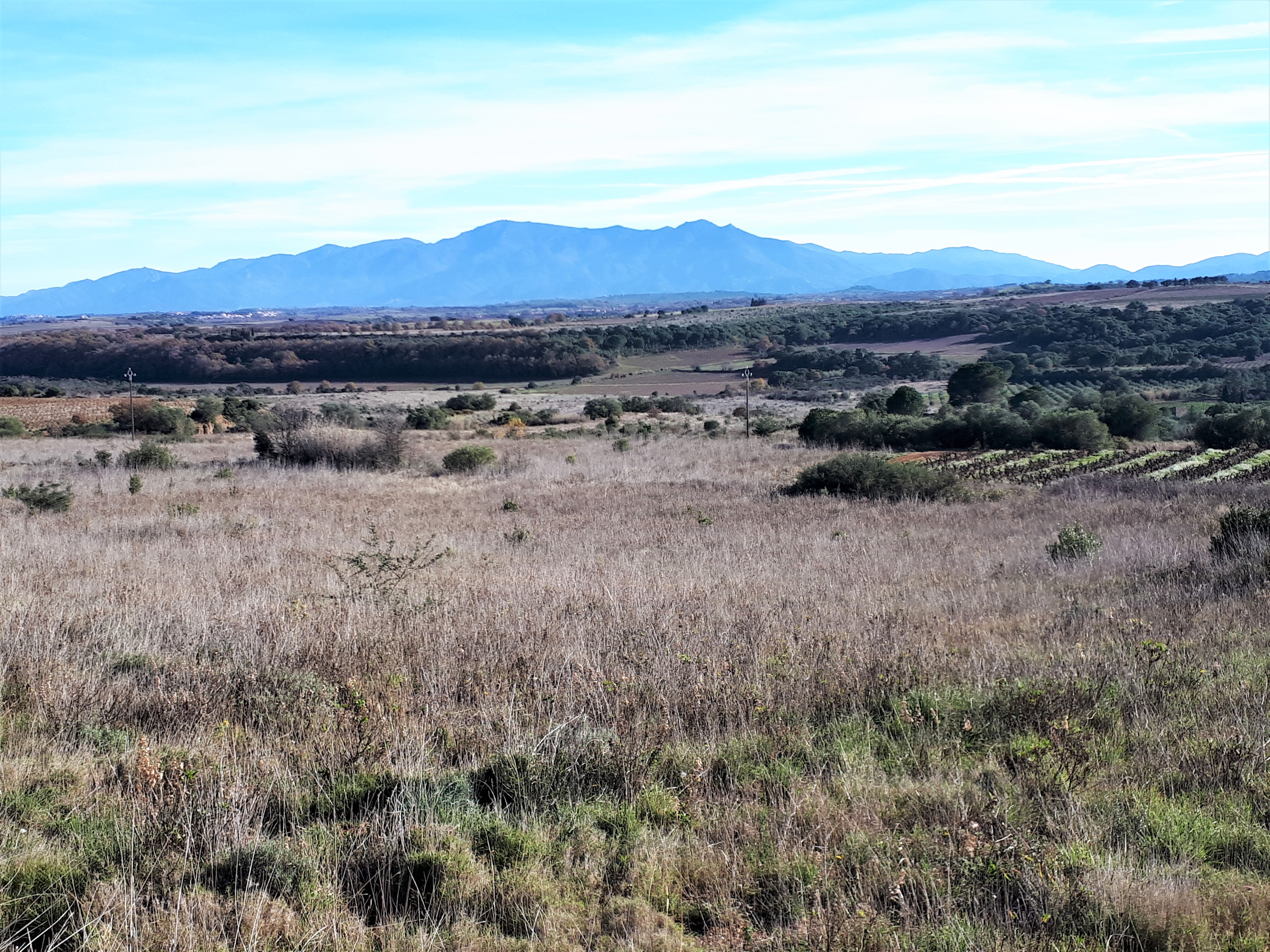
Au premier plan : topographie peu accidentée typique de la commune, dans la vallée de la Canterrane (terrasses fluviales quaternaires et alluvions, reposant sur des dépôts continentaux pliocènes)[9]. En arrière-plan : le massif des Albères.
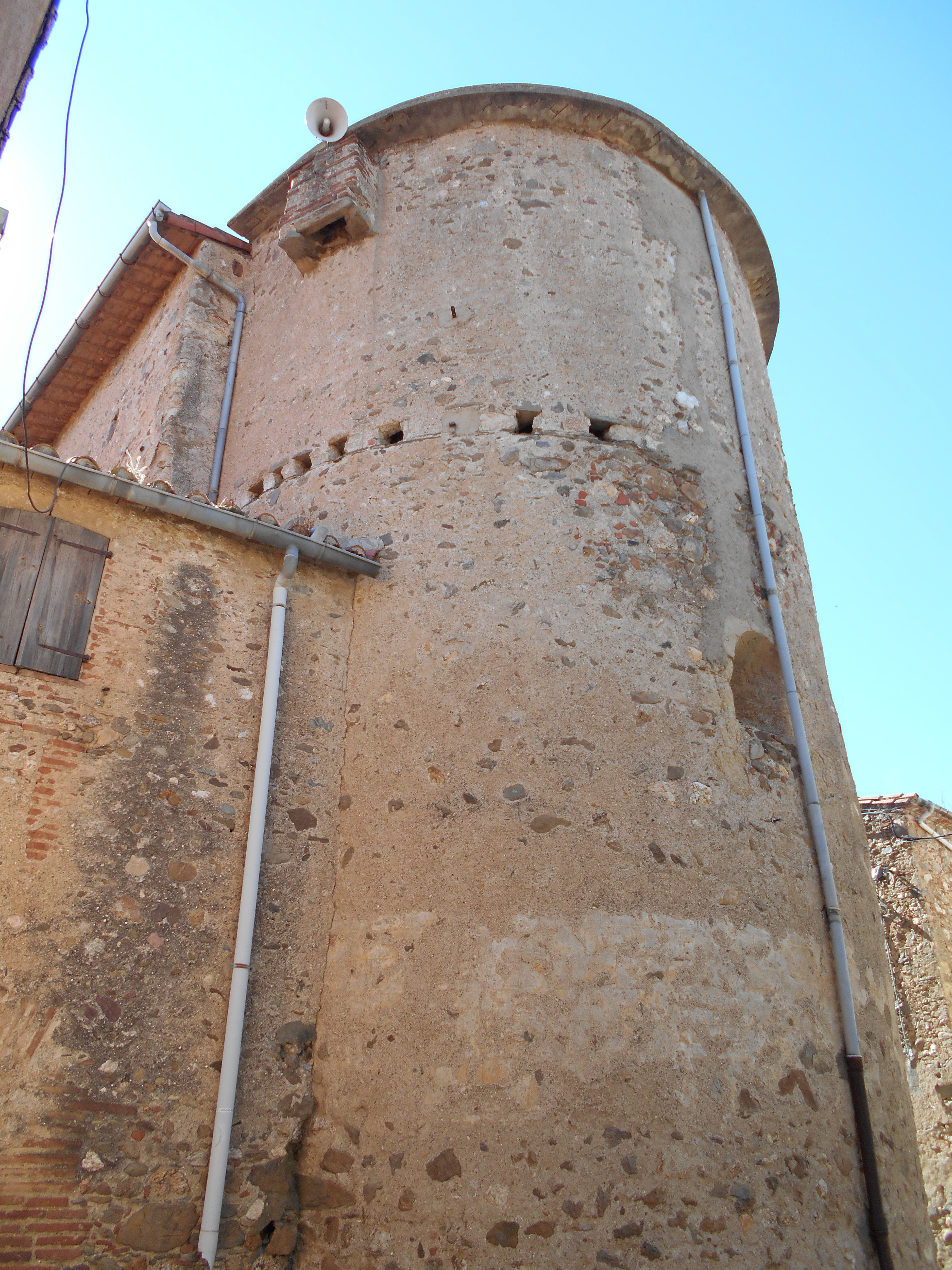
Des blocs de calcrètes palustres du Pliocène, tombés dans le lit de la Canterrane depuis les falaises adjacentes, auraient été utilisés pour la construction de la tour fortifiée de l'église[10].

### Climat
Pour des articles plus généraux, voir Climat de l'Occitanie et Climat des Pyrénées-Orientales.
En 2010, le climat de la commune est de type climat méditerranéen franc, selon une étude du CNRS s'appuyant sur une série de données couvrant la période 1971-2000. En 2020, Météo-France publie une typologie des climats de la France métropolitaine dans laquelle la commune est exposée à un climat méditerranéen et est dans une zone de transition entre les régions climatiques « Pyrénées orientales » et « Provence, Languedoc-Roussillon ».
Pour la période 1971-2000, la température annuelle moyenne est de 14,5 °C, avec une amplitude thermique annuelle de 15,6 °C. Le cumul annuel moyen de précipitations est de 667 mm, avec 5,6 jours de précipitations en janvier et 3,3 jours en juillet. Pour la période 1991-2020, la température moyenne annuelle observée sur la station météorologique la plus proche, située sur la commune de Caixas à 8 km à vol d'oiseau, est de 15,5 °C et le cumul annuel moyen de précipitations est de 729,7 mm,. Pour l'avenir, les paramètres climatiques de la commune estimés pour 2050 selon différents scénarios d’émission de gaz à effet de serre sont consultables sur un site dédié publié par Météo-France en novembre 2022.

### Milieux naturels et biodiversité

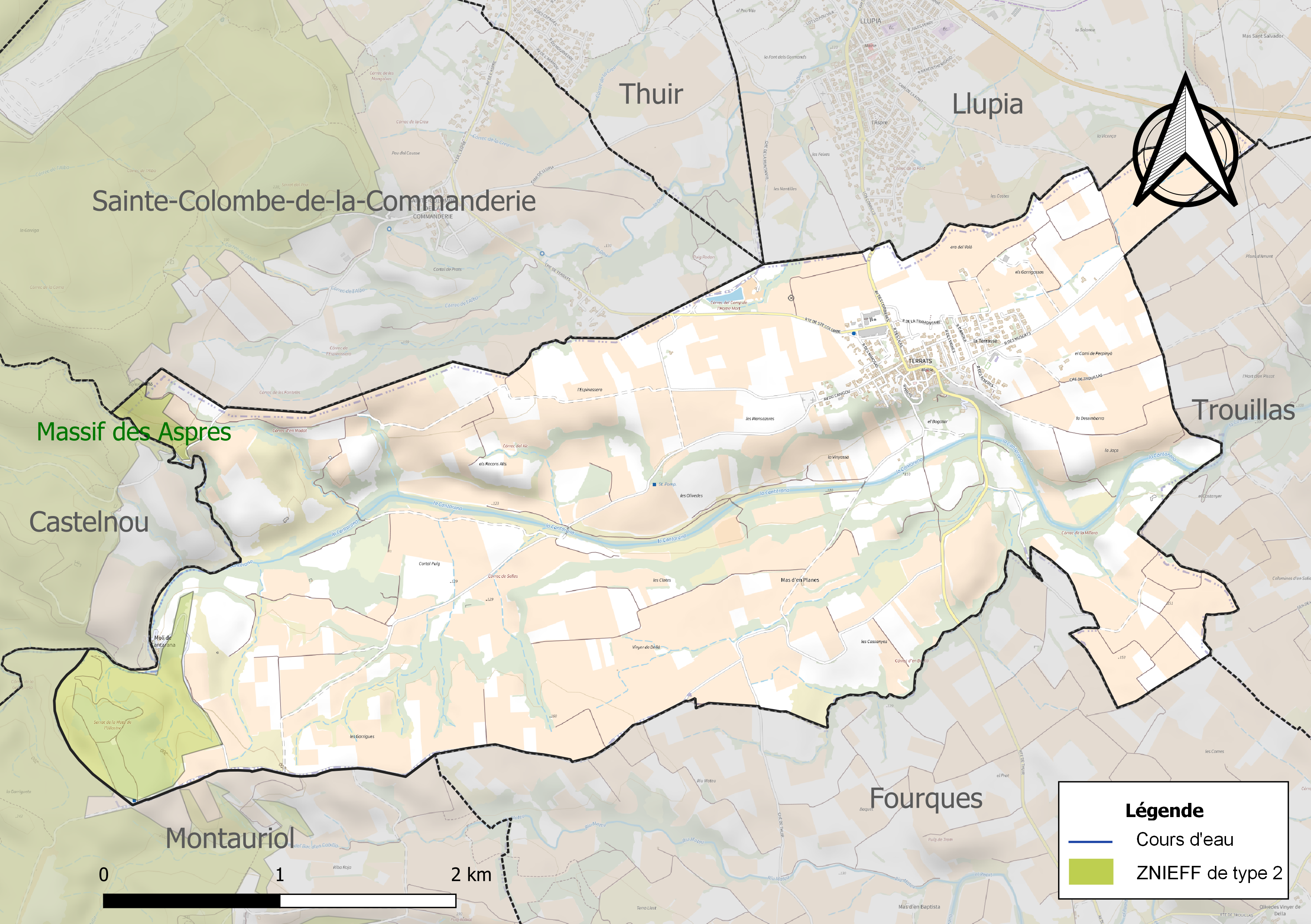
Carte de la ZNIEFF de type 2 localisée sur la commune.

L’inventaire des zones naturelles d'intérêt écologique, faunistique et floristique (ZNIEFF) a pour objectif de réaliser une couverture des zones les plus intéressantes sur le plan écologique, essentiellement dans la perspective d’améliorer la connaissance du patrimoine naturel national et de fournir aux différents décideurs un outil d’aide à la prise en compte de l’environnement dans l’aménagement du territoire.
Une ZNIEFF de type 2 est recensée sur la commune :
le « massif des Aspres » (28 819 ha), couvrant 37 communes du département.

## Urbanisme

### Typologie
Au 1er janvier 2024, Terrats est catégorisée petite ville, selon la nouvelle grille communale de densité à sept niveaux définie par l'Insee en 2022.
Elle est située hors unité urbaine. Par ailleurs la commune fait partie de l'aire d'attraction de Perpignan, dont elle est une commune de la couronne,. Cette aire, qui regroupe 118 communes, est catégorisée dans les aires de 200 000 à moins de 700 000 habitants,.

### Occupation des sols
L'occupation des sols de la commune, telle qu'elle ressort de la base de données européenne d’occupation biophysique des sols Corine Land Cover (CLC), est marquée par l'importance des territoires agricoles (91,1 % en 2018), en diminution par rapport à 1990 (95,9 %). La répartition détaillée en 2018 est la suivante : 
cultures permanentes (76,3 %), zones agricoles hétérogènes (14,8 %), zones urbanisées (4,8 %), milieux à végétation arbustive et/ou herbacée (4,1 %). L'évolution de l’occupation des sols de la commune et de ses infrastructures peut être observée sur les différentes représentations cartographiques du territoire : la carte de Cassini (XVIIIe siècle), la carte d'état-major (1820-1866) et les cartes ou photos aériennes de l'IGN pour la période actuelle (1950 à aujourd'hui).

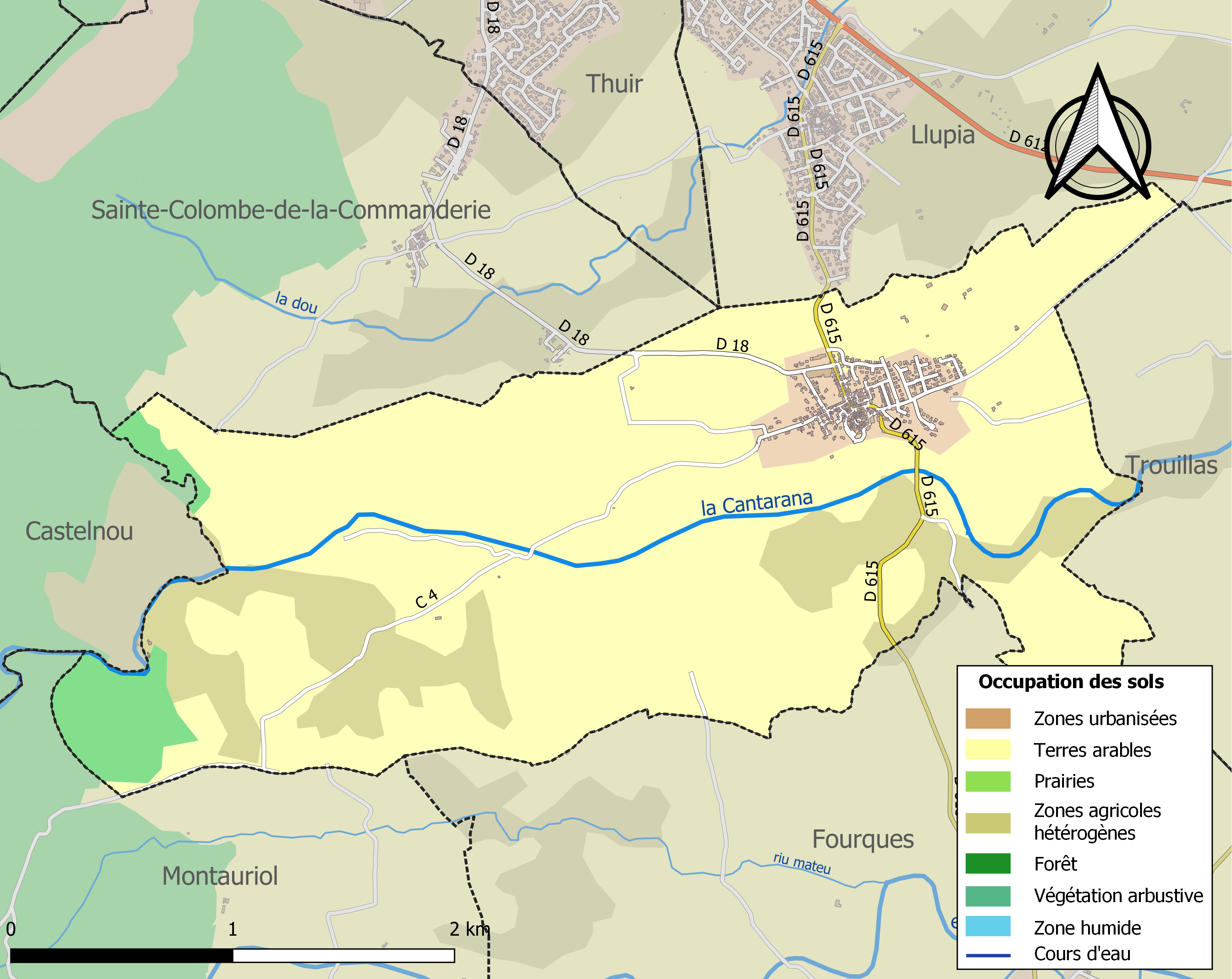
Carte des infrastructures et de l'occupation des sols de la commune en 2018 (CLC).

### Voies de communication et transports
La ligne 570 du réseau régional liO relie la commune à la gare de Perpignan depuis Fourques.

### Risques majeurs
Le territoire de la commune de Terrats est vulnérable à différents aléas naturels : inondations, climatiques (grand froid ou canicule), feux de forêts, mouvements de terrains et séisme (sismicité modérée),.
Certaines parties du territoire communal sont susceptibles d’être affectées par le risque d’inondation par crue torrentielle de cours d'eau du bassin du Réart.
Les mouvements de terrains susceptibles de se produire sur la commune sont soit des mouvements liés au retrait-gonflement des argiles, soit des glissements de terrains. Une cartographie nationale de l'aléa retrait-gonflement des argiles permet de connaître les sols argileux ou marneux susceptibles vis-à-vis de ce phénomène.
Ces risques naturels sont pris en compte dans l'aménagement du territoire de la commune par le biais d'un plan de prévention des risques inondations et mouvements de terrains.

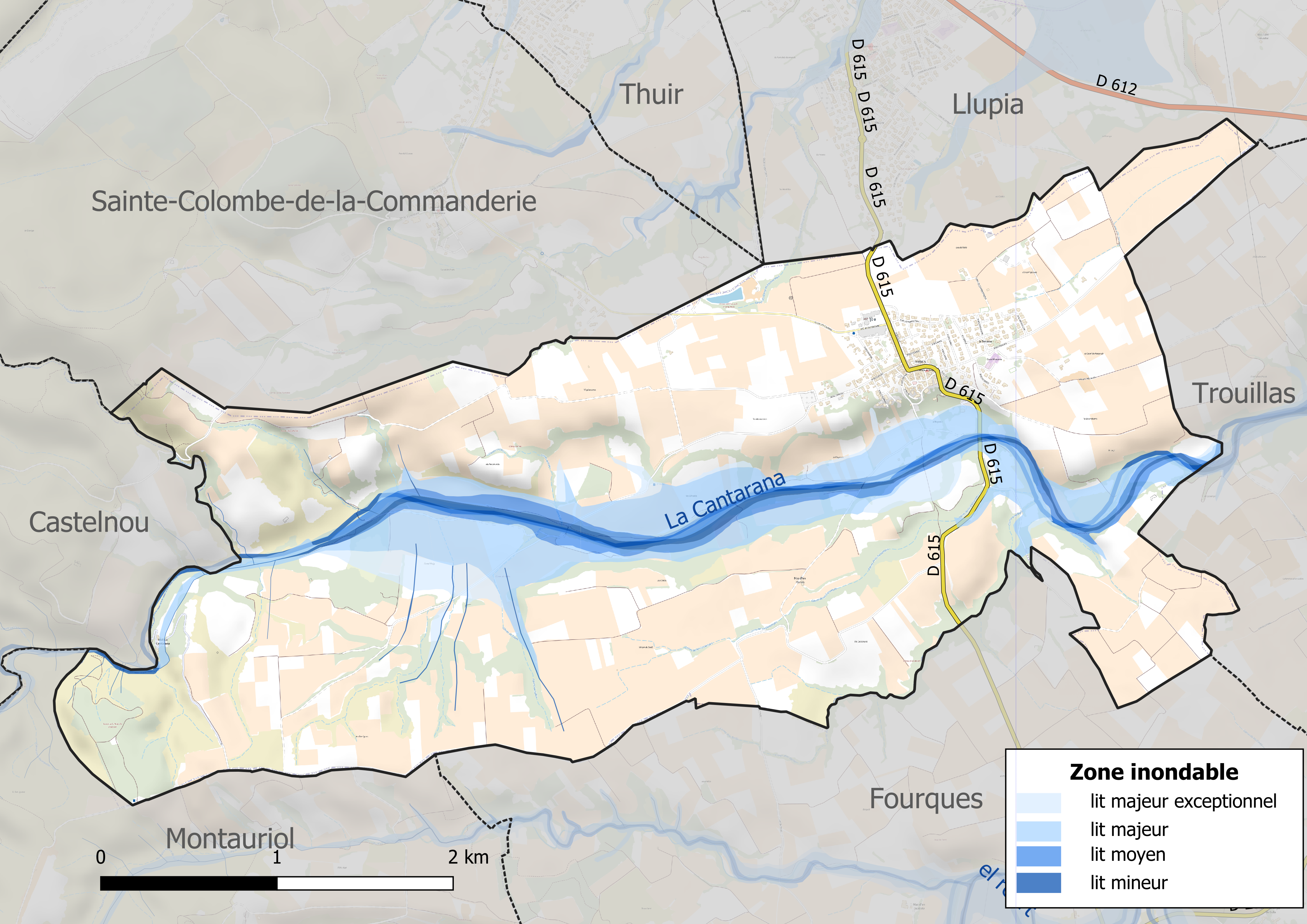
Carte des zones inondables.
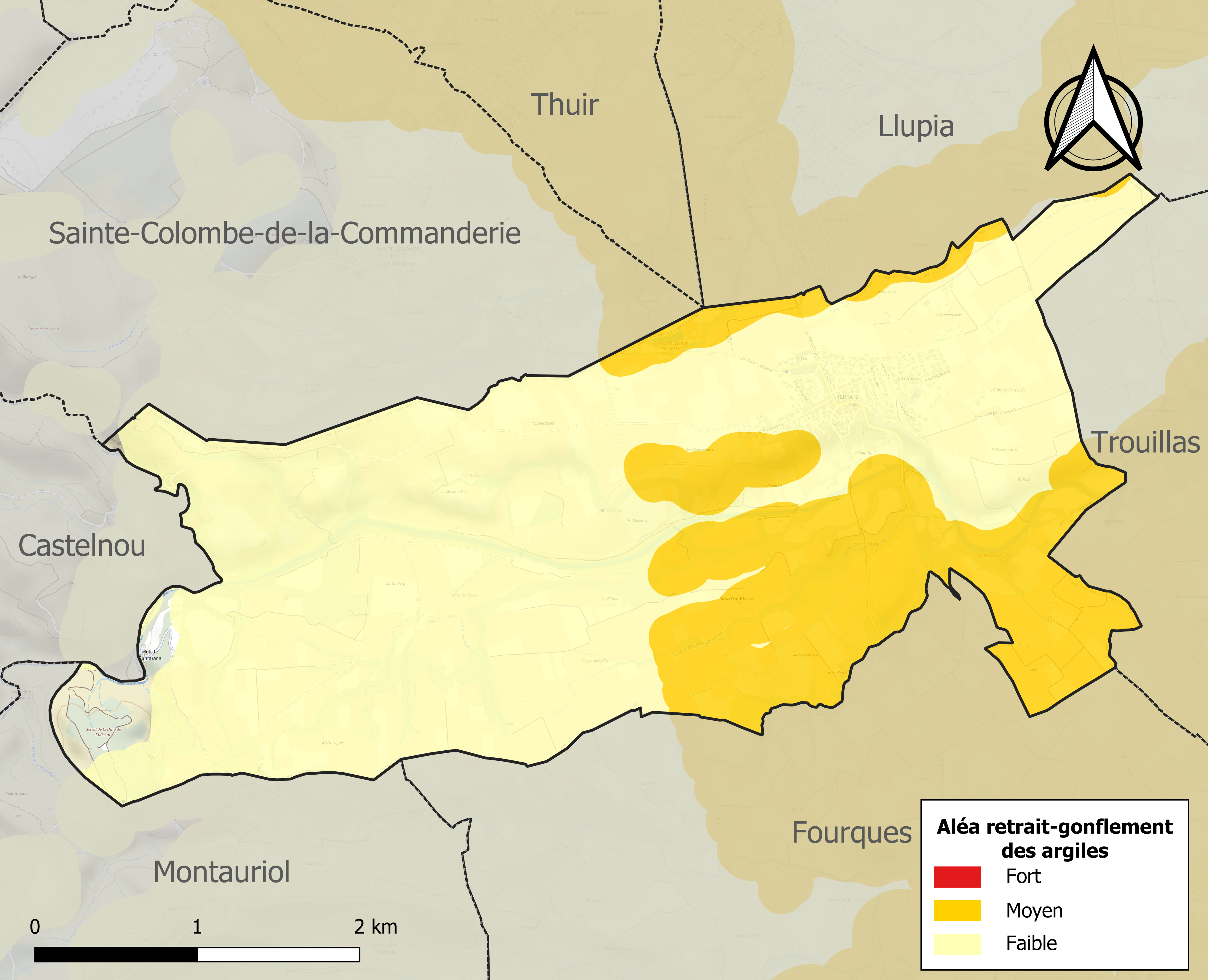
Carte des zones d'aléa retrait-gonflement des argiles.

## Toponymie
En catalan comme en français, le nom de la commune est Terrats, qui signifierait terrasses.

### La légende de Mirmanda
Une légende veut qu'il y ait eu dans des temps très anciens, « alors que Barcelone n'était qu'un pré » dit la légende, près du torrent de la Canterrana une cité nommée Mirmanda.
Mirmanda aurait été le domaine des fées (les encantades) avant d'être détruite par une brutale remontée des eaux de la mer. Invisible du commun des mortels, cette cité n'aurait été vue que par quelques rares bergers, dont certains auraient été appréciés des fées et seraient devenus très riches.
Le grand poète catalan du XIXe siècle, Jacint Verdaguer, a évoqué Mirmanda dans son célèbre poème « Canigó ».
On trouve trace de cette légende dans « Le Guide historique et pittoresque du département des Pyrénées Orientales » de Pierre Vidal (édition de 1899).
Le lieu-dit de Mirmanda se trouve sur la rive droite du torrent de la Canterrane, après les Gorges de la Canterrane.
Aux proches alentours existent des traces de vestiges mégalithiques, lieux-dits « Roc de las Lloca », « El camp dels Morts », qui ont sûrement participé à cette légende, les falaises en argiles rouges (cheminées de fées), aux formes de ruines ont également suggérées l'idée de cette mystérieuse cité disparue.
Les Aspres et Hautes-Aspres sont riches en divers restes de dolmens et pierres gravées.

## Histoire
Au XIIIe siècle, la seigneurie de Terrats appartenait aux templiers.

## Politique et administration

### Rattachement électoral
À compter des élections départementales de 2015, la commune est incluse dans le nouveau canton des Aspres.

### Liste des maires
| Période                                  | Période        | Identité     | Étiquette | Qualité                                                                |
| ---------------------------------------- | -------------- | ------------ | --------- | ---------------------------------------------------------------------- |
| Les données manquantes sont à compléter. |                |              |           |                                                                        |
| mars 1995                                | mars 2001      | Michel Sales |           |                                                                        |
| mars 2001                                | mars 2014      | Erick Brisse |           |                                                                        |
| mars 2014                                | 4 janvier 2018 | Étienne Maso |           | Retraité, ancien maire de Chemilly-sur-Yonne, mort en cours de mandat. |
| 2020                                     | En cours       | Carine Sales |           | secrétaire de mairie à Fourques                                        |

## Population et société

### Démographie ancienne
La population est exprimée en nombre de feux (f) ou d'habitants (H).
| 1378 | 1424 | 1470 | 1515 | 1553 | 1643 | 1709 | 1720 | 1730 |
| ---- | ---- | ---- | ---- | ---- | ---- | ---- | ---- | ---- |
| 13 f | 13 f | 11 f | 10 f | 7 f  | 20 f | 45 f | 28 f | 46 f |

| 1767  | 1774  | 1789 | - | - | - | - | - | - |
| ----- | ----- | ---- | - | - | - | - | - | - |
| 142 H | 244 H | 40 f | - | - | - | - | - | - |

Notes :
- 1643 : pour Terrats et Sainte-Colombe.

### Démographie contemporaine
L'évolution du nombre d'habitants est connue à travers les recensements de la population effectués dans la commune depuis 1793. Pour les communes de moins de 10 000 habitants, une enquête de recensement portant sur toute la population est réalisée tous les cinq ans, les populations de référence des années intermédiaires étant quant à elles estimées par interpolation ou extrapolation. Pour la commune, le premier recensement exhaustif entrant dans le cadre du nouveau dispositif a été réalisé en 2005.

En 2022, la commune comptait 799 habitants, en évolution de +24,07 % par rapport à 2016 (Pyrénées-Orientales : +3,92 %, France hors Mayotte : +2,11 %).
| 1793 | 1800 | 1806 | 1821 | 1831 | 1836 | 1841 | 1846 | 1851 |
| ---- | ---- | ---- | ---- | ---- | ---- | ---- | ---- | ---- |
| 360  | 229  | 248  | 307  | 333  | 312  | 308  | 311  | 303  |

| 1856 | 1861 | 1866 | 1872 | 1876 | 1881 | 1886 | 1891 | 1896 |
| ---- | ---- | ---- | ---- | ---- | ---- | ---- | ---- | ---- |
| 316  | 284  | 303  | 291  | 310  | 365  | 340  | 349  | 347  |

| 1901 | 1906 | 1911 | 1921 | 1926 | 1931 | 1936 | 1946 | 1954 |
| ---- | ---- | ---- | ---- | ---- | ---- | ---- | ---- | ---- |
| 377  | 348  | 367  | 409  | 374  | 344  | 353  | 331  | 318  |

| 1962 | 1968 | 1975 | 1982 | 1990 | 1999 | 2005 | 2006 | 2010 |
| ---- | ---- | ---- | ---- | ---- | ---- | ---- | ---- | ---- |
| 318  | 363  | 366  | 492  | 520  | 528  | 575  | 605  | 668  |

| 2015 | 2020 | 2022 | - | - | - | - | - | - |
| ---- | ---- | ---- | - | - | - | - | - | - |
| 646  | 760  | 799  | - | - | - | - | - | - |

| selon la population municipale des années : | 1968 | 1975 | 1982 | 1990 | 1999 | 2006 | 2009 | 2013 |
| Rang de la commune dans le département      | 100  | 104  | 100  | 97   | 101  | 100  | 98   | 100  |
| Nombre de communes du département           | 232  | 217  | 220  | 225  | 226  | 226  | 226  | 226  |

### Manifestations culturelles et festivités
- Fêtes patronales : 7 et 8 janvier (Saint Julien et Sainte Basilisse), 22 janvier (Saint Vincent et Saint Anastase)[39].

## Économie

### Revenus
En 2018, la commune compte 297 ménages fiscaux, regroupant 686 personnes. La médiane du revenu disponible par unité de consommation est de 20 470 € (19 350 € dans le département).

### Emploi
|                | 2008   | 2013   | 2018   |
| -------------- | ------ | ------ | ------ |
| Commune        | 11,5 % | 12,1 % | 9,7 %  |
| Département    | 10,3 % | 12,9 % | 13,3 % |
| France entière | 8,3 %  | 10 %   | 10 %   |

En 2018, la population âgée de 15 à 64 ans s'élève à 423 personnes, parmi lesquelles on compte 78,6 % d'actifs (68,9 % ayant un emploi et 9,7 % de chômeurs) et 21,4 % d'inactifs,. En  2018, le taux de chômage communal (au sens du recensement) des 15-64 ans est inférieur à celui de la France et du département, alors qu'en 2008 la situation était inverse.
La commune fait partie de la couronne de l'aire d'attraction de Perpignan, du fait qu'au moins 15 % des actifs travaillent dans le pôle,. Elle compte 71 emplois en 2018, contre 79 en 2013 et 87 en 2008. Le nombre d'actifs ayant un emploi résidant dans la commune est de 295, soit un indicateur de concentration d'emploi de 24 % et un taux d'activité parmi les 15 ans ou plus de 60,9 %.
Sur ces 295 actifs de 15 ans ou plus ayant un emploi, 35 travaillent dans la commune, soit 12 % des habitants. Pour se rendre au travail, 93,3 % des habitants utilisent un véhicule personnel ou de fonction à quatre roues, 0,9 % les transports en commun, 3,9 % s'y rendent en deux-roues, à vélo ou à pied et 1,8 % n'ont pas besoin de transport (travail au domicile).

### Activités hors agriculture

#### Secteurs d'activités
35 établissements sont implantés  à Terrats au 31 décembre 2019. Le tableau ci-dessous en détaille le nombre par secteur d'activité et compare les ratios avec ceux du département,.
| Secteur d'activité                                                                                        | Commune | Commune | Département |
| Secteur d'activité                                                                                        | Nombre  | %       | %           |
| --- | ------- | ------- | ----------- |
| Ensemble                                                                                                  | 35      |         |             |
| Industrie manufacturière, industries extractives et autres                                                | 3       | 8,6 %   | (8,7 %)     |
| Construction                                                                                              | 9       | 25,7 %  | (14,3 %)    |
| Commerce de gros et de détail, transports, hébergement et restauration                                    | 10      | 28,6 %  | (30,5 %)    |
| Activités financières et d'assurance                                                                      | 1       | 2,9 %   | (3 %)       |
| Activités immobilières                                                                                    | 2       | 5,7 %   | (6,2 %)     |
| Activités spécialisées, scientifiques et techniques et activités de services administratifs et de soutien | 5       | 14,3 %  | (13 %)      |
| Administration publique, enseignement, santé humaine et action sociale                                    | 4       | 11,4 %  | (13,9 %)    |
| Autres activités de services                                                                              | 1       | 2,9 %   | (8,5 %)     |

Le secteur du commerce de gros et de détail, des transports, de l'hébergement et de la restauration est prépondérant sur la commune puisqu'il représente 28,6 % du nombre total d'établissements de la commune (10 sur les 35 entreprises implantées  à Terrats), contre 30,5 % au niveau départemental.

#### Entreprises et commerces
Les cinq entreprises ayant leur siège social sur le territoire communal qui génèrent le plus de chiffre d'affaires en 2020 sont : 
- Vignobles Terrassous, commerce de détail de boissons en magasin spécialisé (3 005 k€)
- AS Menuiserie, travaux de menuiserie bois et PVC (142 k€)
- Peniche, intermédiaires du commerce en meubles, articles de ménage et quincaillerie (114 k€)
- Los Couragills, culture de la vigne (80 k€)
- Midilog, gestion de fonds (19 k€)

### Agriculture
La commune est dans la « plaine du Roussillon », une petite région agricole occupant la bande côtière et une grande partie centrale du département des Pyrénées-Orientales. En 2020, l'orientation technico-économique de l'agriculture  sur la commune est la viticulture.
|               | 1988 | 2000 | 2010 | 2020 |
| ------------- | ---- | ---- | ---- | ---- |
| Exploitations | 53   | 40   | 26   | 19   |
| SAU (ha)      | 731  | 777  | 589  | 378  |

Le nombre d'exploitations agricoles en activité et ayant leur siège dans la commune est passé de 53 lors du recensement agricole de 1988  à 40 en 2000 puis à 26 en 2010 et enfin à 19 en 2020, soit une baisse de 64 % en 32 ans. Le même mouvement est observé à l'échelle du département qui a perdu pendant cette période 73 % de ses exploitations,. La surface agricole utilisée sur la commune a également diminué, passant de 731 ha en 1988 à 378 ha en 2020. Parallèlement la surface agricole utilisée moyenne par exploitation a augmenté, passant de 14 à 20 ha.

## Culture locale et patrimoine

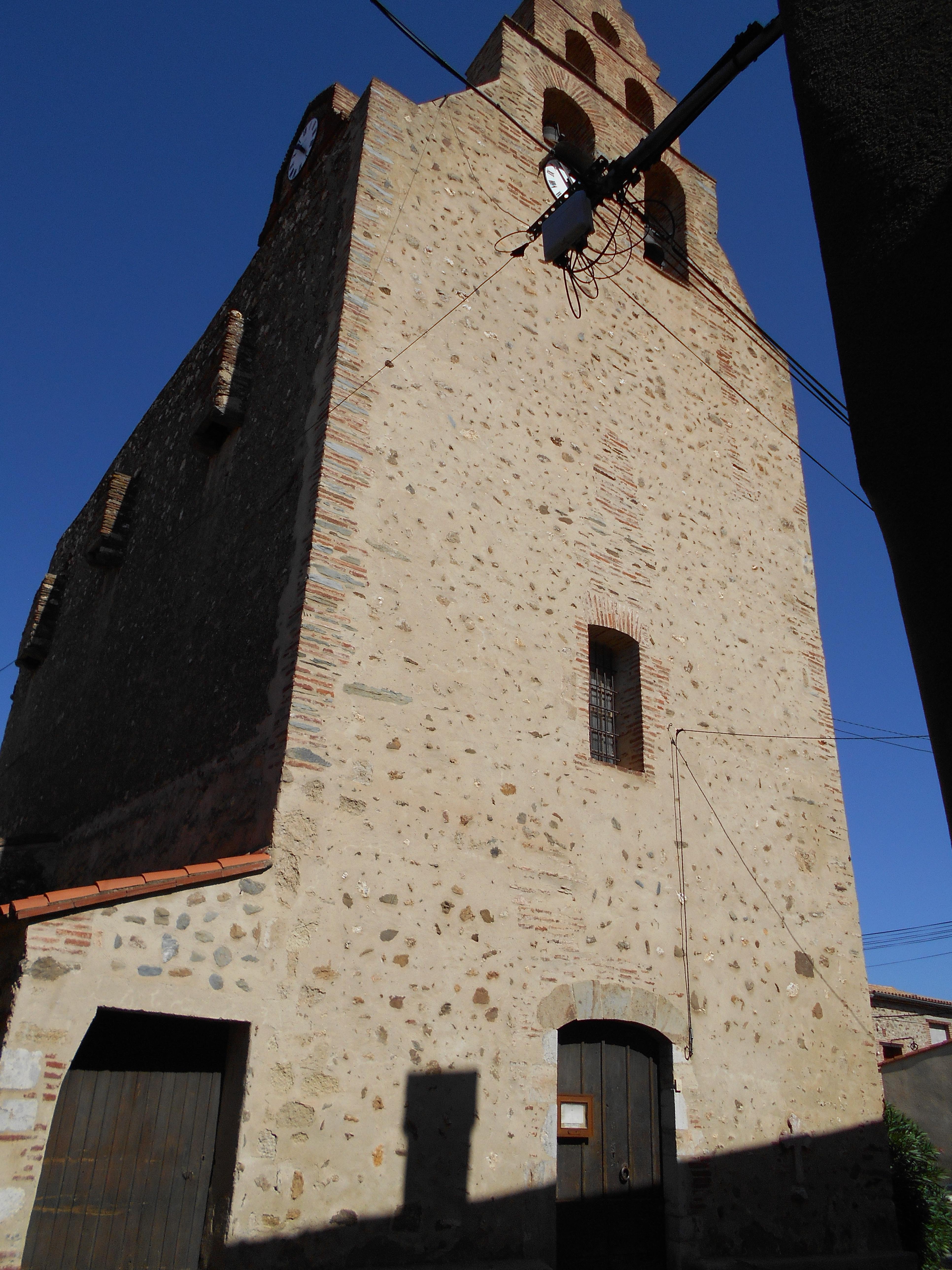
Église Saint-Julien-et-Sainte-Basilisse de Terrats

### Monuments et lieux touristiques
L'église Saint-Julien-et-Sainte-Basilisse, d'architecture romane, a été fortifiée au XIVe siècle.
La fontaine publique ou Font dels LLedoners est constituée d'un bassin couvert (XVe siècle) et d'un soutènement (1824).
Le four à alandier, datant du XIXe siècle, a servi a fabriquer des briques et des tuiles. Il se trouve près de la mairie.
La Cave coopérative, fondée en 1932, est située à l'entrée du village en venant de Thuir. Visible de très loin, la "Tour Bouteillé", Tour de vinification, édifiée en 1972 selon les plans de l'ingénieur Bouteillé, il en existe 3 en France, mais celle-ci est la seule à 3 niveaux.
Le long des bords de la Canterrane (la grenouille qui chante, en catalan) se trouvent les ruines d'anciens mas et bergeries (Bergerie du mas d'en Modat du XVe siècle), là où se dressait la mythique cité de Mirmanda.
La Canterrana est un torrent aurifère, ainsi que ses affluents: la ribera de Sant Amanç, le ruisseau de Foncouverte, le Correc d'en Modat, le ravin de Toix et la Coume d'Abeille, les trouvailles des orpailleurs sur le site de Mirmanda indiquent que ce gisement d'or alluvionnaire est exploité depuis l'âge du bronze et en particulier par les celtes pour l'or, mais aussi pour l'argent, le plomb, le fer et le cuivre.

### Personnalités liées à la commune
L'écrivain catalan Joan-Lluís Lluís (1963) réside à Terrats depuis plusieurs années.